# 43. ročník udílení Zlatých glóbů
43. ročník udílení Zlatých glóbů se konal 24. ledna 1986 v hotelu Beverly Hilton v Beverly Hills, Los Angeles. Asociace zahraničních novinářů sdružených v Hollywoodu, která Zlatý glóbus uděluje, vyhlásila nominace 2. ledna. Miss Golden Globe byla pro tento rok Calista Carradine, dcera herce Davida Carradina a Donny Lee Becht. Držitelkou Ceny Cecila B. DeMilla se stala Barbara Stanwyck.
Nejvíc cen, čtyři, vyhrála černá komedie Johna Hustona Čest rodiny Prizziů. Snímek byl nominován na šest Glóbů, stejně jako romantický životopisný film podle předlohy Karen Blixenové Vzpomínky na Afriku, který získal tři Glóby, a kriminální drama Svědek, které si neodneslo žádné ocenění.
Herečka Kathleen Turner vyhrála Zlatý glóbus druhý rok po sobě a to dokonce ve stejné kategorii jako nejlepší komediální herečka.
V televizních kategoriích zvítězily shodně dva Glóby dramatický seriál Miami Vice a komediální The Golden Girls. Druhý jmenovaný měl v kategorii nejlepší komediální herečka v seriálu zastoupení ve čtyřech herečkách.
Kategorie nejlepší herečka v komediálním seriálu měla dvě vítězky, Estelle Getty a Cybill Shepherd.

## Vítězové a nominovaní

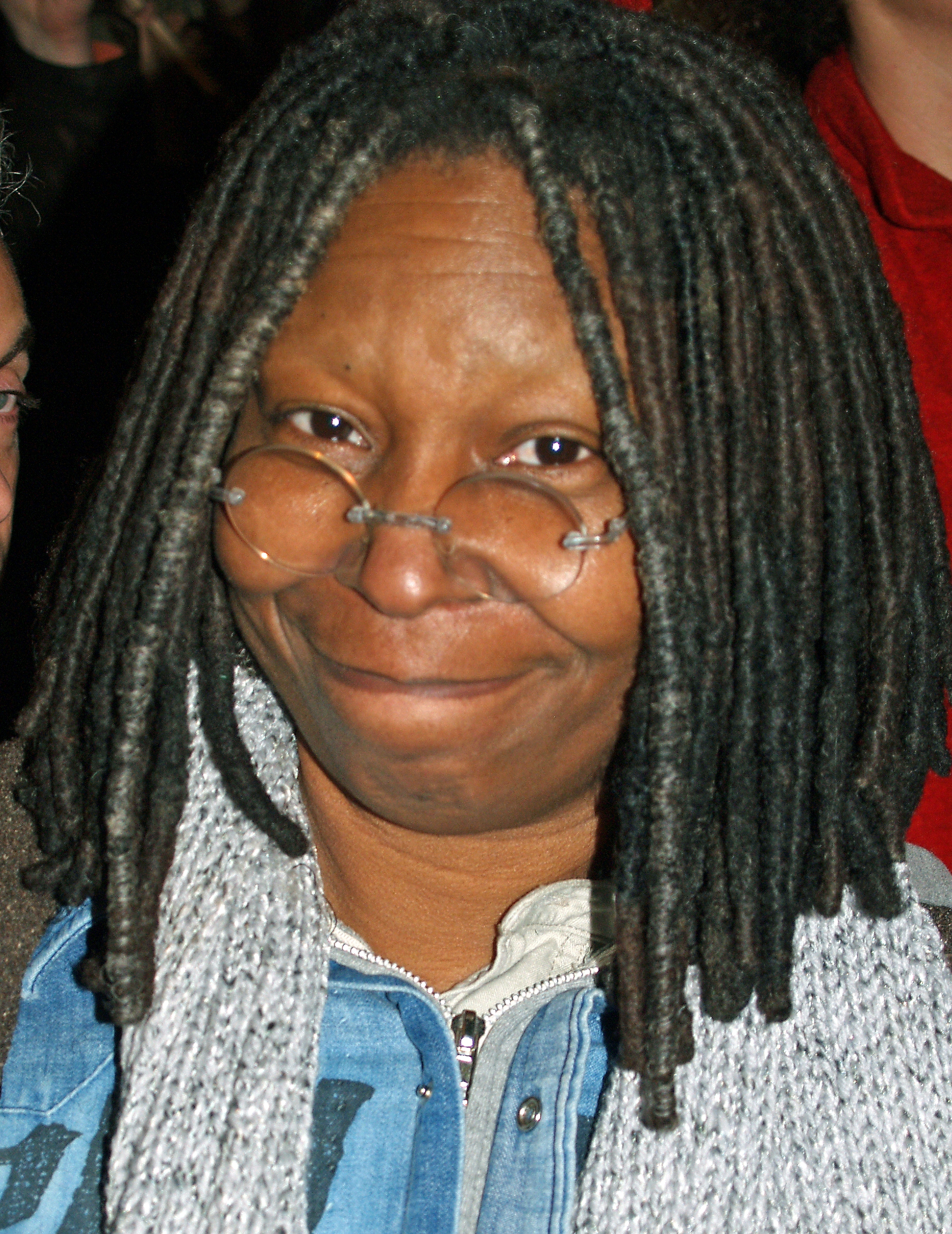
Nejlepší dramatická herečka Whoopi Goldberg

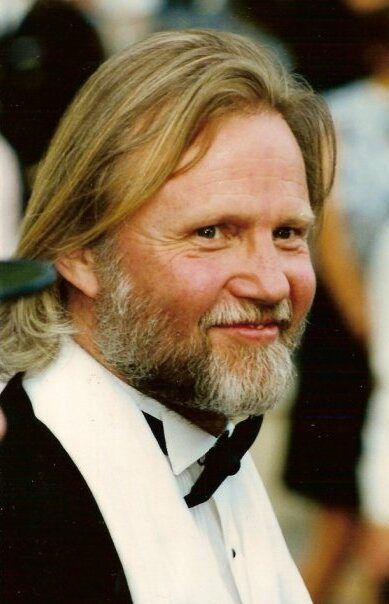
Nejlepší dramatický herec Jon Voight

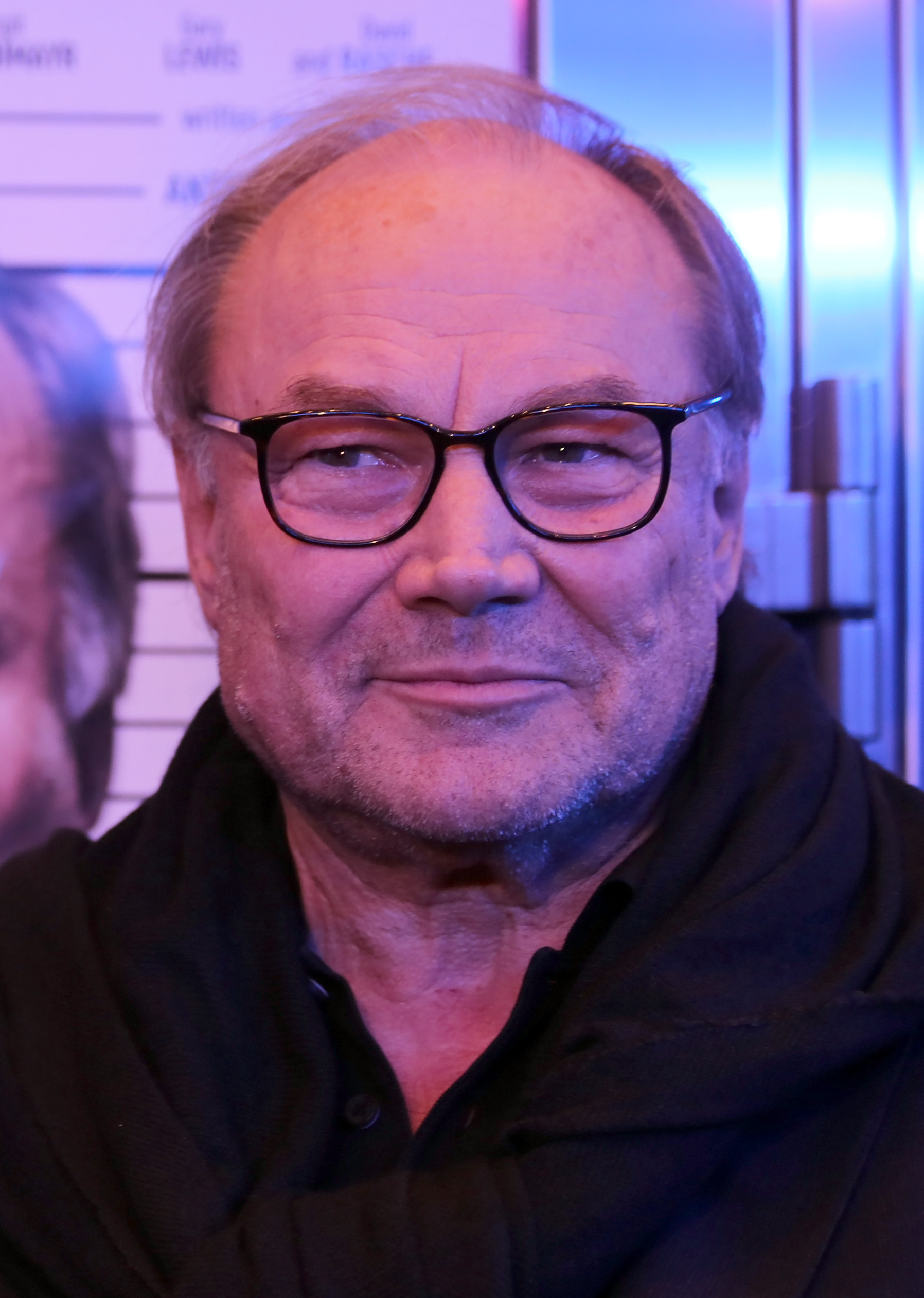
Nejlepší vedlejší herec Klaus Maria Brandauer

### Filmové počiny

#### Nejlepší film (drama)
- Vzpomínky na Afriku – producent Sydney Pollack
- Polibek pavoučí ženy – producent David Weisman
- Purpurová barva – producenti Quincy Jones, Kathleen Kennedy, Frank Marshall, Steven Spielberg
- Splašený vlak – producenti Yorum Globus, Menahem Golan
- Svědek – producent Edward Feldman

#### Nejlepší film (komedie / muzikál)
- Čest rodiny Prizziů – producent John Foreman
- Chorus Line – producenti Cy Feuer, Ernest Martin
- Návrat do budoucnosti – producenti Neil Canton, Bob Gale
- Purpurová růže z Káhiry – producent Robert Greenhut
- Zámotek – producent David Brown, Lili Zanuck, Richard Zanuck

#### Nejlepší režie
- John Huston – Čest rodiny Prizziů
- Richard Attenborough – Chorus Line
- Sydney Pollack – Vzpomínky na Afriku
- Steven Spielberg – Purpurová barva
- Peter Weir – Svědek

#### Nejlepší herečka (drama)
- Whoopi Goldberg – Purpurová barva
- Anne Bancroft – Anežka boží
- Cher – Maska
- Geraldine Page – The Trip of Bountiful
- Meryl Streep – Vzpomínky na Afriku

#### Nejlepší herečka (komedie / muzikál)
- Kathleen Turner – Čest rodiny Prizziů
- Rosanna Arquette – Hledám Susan. Zn.: Zoufale
- Glenn Close – Maxie
- Mia Farrow – Purpurová růže z Káhiry
- Sally Fieldová – Murphyho dobrodružství

#### Nejlepší herec (drama)
- Jon Voight – Splašený vlak
- Harrison Ford – Svědek
- Gene Hackman – Dvakrát za život
- William Hurt – Polibek pavoučí ženy
- Raul Julia – Polibek pavoučí ženy

#### Nejlepší herec (komedie / muzikál)
- Jack Nicholson – Čest rodiny Prizziů
- Jeff Daniels – Purpurová růže z Káhiry
- Griffin Dunne – Po zavírací době
- Michael J. Fox – Návrat do budoucnosti
- James Garner – Murphyho dobrodružství

#### Nejlepší herečka ve vedlejší roli
- Meg Tilly – Anežka boží
- Sonia Braga – Polibek pavoučí ženy
- Anjelica Huston – Čest rodiny Prizziů
- Amy Madigan – Dvakrát za život
- Kelly McGillis – Svědek
- Oprah Winfrey – Purpurová barva

#### Nejlepší herec ve vedlejší roli
- Klaus Maria Brandauer – Vzpomínky na Afriku
- Joel Grey – Remo
- John Lone – Rok Draka
- Eric Roberts – Splašený vlak
- Eric Stoltz – Maska

#### Nejlepší scénář
- Woody Allen – Purpurová růže z Káhiry
- Bob Gale, Robert Zemeckis – Návrat do budoucnosti
- Kurt Luedtke – Vzpomínky na Afriku
- Richard Condon, Janet Roach – Čest rodiny Prizziů
- William Kelley, Earl Wallace – Svědek

#### Nejlepší hudba
- John Barry – Vzpomínky na Afriku
- Quincy Jones – Purpurová barva
- Michel Colombier – Bílé noci
- Maurice Jarre – Svědek
- David Mansfield – Rok Draka

#### Nejlepší filmová píseň
- „Say You, Say Me“ – Bílé noci, hudba a text Lionel Richie
- „The Power of Love“ – Návrat do budoucnosti, hudba Johnny Colla, Chris Hayes, text Huey Lewis
- „Rhythm of the Night“ – The Last Dragon, hudba a text Diane Warren
- „A View to a Kill“ – Vyhlídka na vraždu, hudba a text John Barry, Simon Le Bon, Nick Rhodes, Andy Taylor, John Taylor, Roger Taylor
- „We Don't Need Another Hero“ – Šílený Max a Dóm hromu, hudba a text Terry Britten, Graham Lyle

#### Nejlepší zahraniční film
- Oficiální verze – režie Luis Puenzo, Argentina
- Plukovník Redl – režie István Szabó, Maďarsko
- Ran – režie Akira Kurosawa, Japonsko
- Otec na služební cestě – režie Emir Kusturica, Jugoslávie
- Rok klidného slunce – režie Krzysztof Zanussi, Polsko

### Televizní počiny

#### Nejlepší televizní seriál (drama)
- To je vražda, napsala
- Cagneyová a Laceyová
- Dynastie
- Miami Vice
- St. Elsewhere

#### Nejlepší televizní seriál (komedie / muzikál)
- The Golden Girls
- Cosby Show
- Fame
- Kate & Allie
- Měsíční svit

#### Nejlepší minisérie nebo televizní film
- Perla v koruně
- Amos
- Smrt obchodního cestujícího
- Do You Remember Love?
- Časný mráz

#### Nejlepší herečka v seriálu (drama)
- Sharon Gless – Cagneyová a Laceyová
- Joan Collins – Dynastie
- Tyne Daly – Cagneyová a Laceyová
- Linda Evans – Dynastie
- Angela Lansburyová – To je vražda, napsala

#### Nejlepší herečka v seriálu (komedie / muzikál)
- Estelle Getty – The Golden Girls
- Cybill Shepherd – Měsíční svit
- Beatrice Arthur – The Golden Girls
- Rue McClanahan – The Golden Girls
- Betty Whiteová – The Golden Girls

#### Nejlepší herečka v minisérii nebo TV filmu
- Liza Minnelliová – Čas pro život
- Peggy Ashcroft – Perla v koruně
- Gena Rowlands – Časný mráz
- Marlo Thomas – Jsem už dospělý
- Joanne Woodward – Do You Remember Love?

#### Nejlepší herec v seriálu (drama)
- Don Johnson – Miami Vice
- John Forsythe – Dynastie
- Tom Selleck – Magnum
- Philip Michael Thomas – Miami Vice
- Daniel J. Travanti – Poldové z Hill Street

#### Nejlepší herec v seriálu (komedie / muzikál)
- Bill Cosby – Cosby Show
- Ted Danson – Na zdraví
- Michael J. Fox – Rodinná pouta
- Bob Newhart – Newhart
- Bruce Willis – Měsíční svit

#### Nejlepší herec v minisérii nebo TV filmu
- Dustin Hoffman – Smrt obchodního cestujícího
- Richard Chamberlain – Wallenberg: A Hero's Story
- Richard Crenna – The Rape of Richard Beck
- Kirk Douglas – Amos
- Peter Strauss – Kane & Abel

#### Nejlepší herečka ve vedlejší roli (seriál, minisérie, TV film)
- Sylvia Sidney – Časný mráz
- Lesley-Anne Down – Sever a Jih
- Katherine Helmond – Who's the Boss?
- Kate Reid – Smrt obchodního cestujícího
- Inga Swenson – Benson

#### Nejlepší herec ve vedlejší roli (seriál, minisérie, TV film)
- Edward James Olmos – Miami Vice
- Ed Begley Jr. – St. Elsewhere
- David Carradine – Sever a Jih
- Richard Farnsworth – Chase
- John James – Dynastie
- John Malkovich – Smrt obchodního cestujícího
- Pat Morita – Amos
- Bruce Weitz – Poldové z Hill Street

### Zvláštní ocenění

#### Cena Cecila B. DeMilla
- Barbara Stanwyck